# Kopa (přírodní rezervace)
Kopa je přírodní rezervace v oblasti Poľana na Slovensku.
Nachází se v katstrálním území města Detva v okrese Detva v Banskobystrickém kraji. Území bylo vyhlášeno či novelizováno v roce 2001 na rozloze 5,69 ha. Ochranné pásmo nebylo stanoveno.